# Llars de Campana
Les Llars de Campana és una obra de Santa Bàrbara (Montsià) inclosa a l'Inventari del Patrimoni Arquitectònic de Catalunya.

## Descripció
Consten d'una sala prou ampla, a sobre de la qual s'alça la campana que la cobreix, que és una mena de mitja cúpula recolzada al parament, amb dos arestes a la part exterior i a sobre el tir del fumeral i xemeneia.
Solen ser adjacents a una gran sala que antigament era ocupada pels molins d'oli de giny o barra, ja desapareguts, dels quals queda a les cobertes exteriors, la "torre del giny" o contrapès (massissa, acabada en vèrtex a quatre vessants). Les campanes servien per a escalfar l'oli.

## Història
Els primers poblaments d'aquests plans són del segle xviii per gent de Tortosa. S'hi establiren amb conreus de secà, sobre tot oli i vi i donaren lloc a aquestes masades amb aquestes llars, entre finals del segle xviii i principis del segle xix.